# Calciatore dell'anno (Slovacchia)

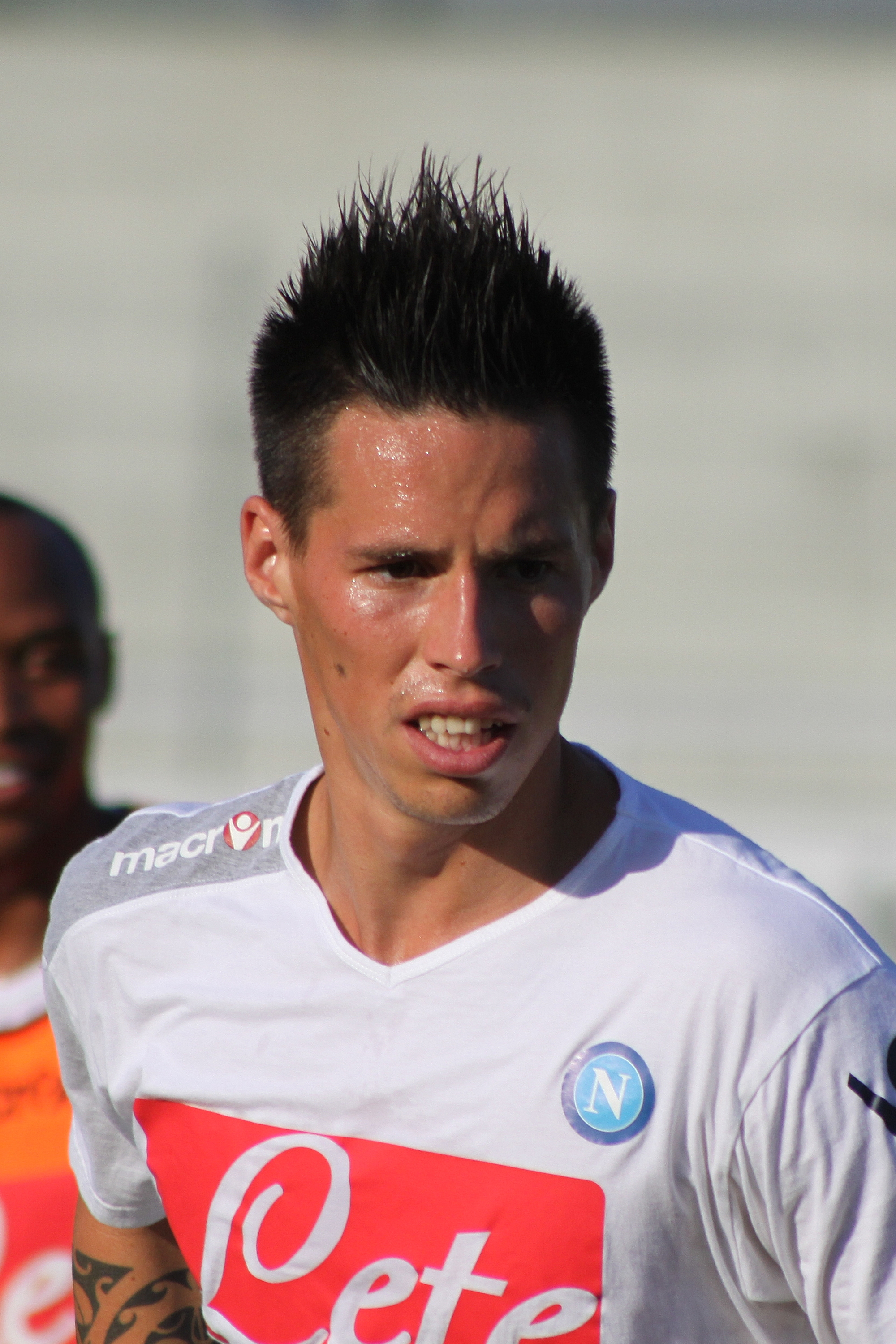
Marek Hamsik, giocatore con maggiori vittorie del premio (8)

Calciatore slovacco dell'anno (Futbalista roka) è un premio calcistico assegnato al miglior giocatore slovacco dell'anno solare.

## Albo d'oro
- 1993 - Peter Dubovský,  Slovan Bratislava/ Real Madrid
- 1994 - Vladimír Kinder,  Slovan Bratislava
- 1995 - Dušan Tittel,  Slovan Bratislava
- 1996 - Dušan Tittel,  Slovan Bratislava
- 1997 - Dušan Tittel,  Slovan Bratislava/ Spartak Trnava
- 1998 - Jozef Majoroš,  Petra Drnovice/ Slovan Bratislava
- 1999 - Vladimír Labant,  Slavia Praga/ Sparta Praga
- 2000 - Szilárd Németh,  Inter Bratislava
- 2001 - Ľubomír Moravčík,  Celtic
- 2002 - Miroslav Karhan,  Wolfsburg
- 2003 - Vladimír Janočko,  Austria Vienna
- 2004 - Marek Mintál,  Norimberga
- 2005 - Marek Mintál,  Norimberga
- 2006 - Róbert Vittek,  Norimberga[1]
- 2007 - Martin Škrtel,  Zenit San Pietroburgo[2]
- 2008 - Martin Škrtel,  Liverpool
- 2009 - Marek Hamšík,  Napoli[3]
- 2010 - Marek Hamšík,  Napoli[4]
- 2011 - Martin Škrtel,  Liverpool[5]
- 2012 - Martin Škrtel,  Liverpool
- 2013 - Marek Hamšík,  Napoli[6]
- 2014 - Marek Hamšík,  Napoli[7]
- 2015 - Marek Hamšík,  Napoli[7]
- 2016 - Marek Hamšík,  Napoli[8]
- 2017 - Marek Hamšík,  Napoli
- 2018 - Marek Hamšík,  Napoli
- 2019 - Milan Škriniar,  Inter
- 2020 - Milan Škriniar,  Inter
- 2021 - Milan Škriniar,  Inter
- 2022 - Milan Škriniar,  Inter
- 2023 - Stanislav Lobotka,  Napoli

## Vincitori
- 8 premi
  - Marek Hamšík
- 4 premi
  - Martin Škrtel, Milan Škriniar
- 3 premi
  - Dušan Tittel
- 2 premi
  - Marek Mintál
- 1 premio
  - Stanislav Lobotka, Róbert Vittek, Vladimír Janočko, Miroslav Karhan, Ľubomír Moravčík, Szilárd Németh, Vladimír Labant, Jozef Majoroš, Vladimír Kinder, Peter Dubovský.